# Hans Hürlimann

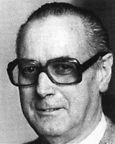
Hans Hürlimann

Hans Hürlimann (* 6. April 1918 in Walchwil; † 22. Februar 1994 in Zug) war ein Schweizer Politiker (CVP) aus dem Kanton Zug. Als Bundesrat von 1973 bis 1982 war er Innenminister und bekleidete einmal das Amt des Bundespräsidenten.

## Biografie

Hans Hürlimann, Zuger Ständerat (1971)

Hans Hürlimann war das erste von vier Kindern des Schmieds Johann Hürlimann und von Katharina Hürlimann-Rust. Er wuchs in seinem Bürgerort Walchwil auf. Mit zwölf Jahren trat Hürlimann in die Stiftsschule des Klosters Einsiedeln ein. Dort wurde er unter dem Vulgonamen «Tiger» in der Studentenverbindung Corvina aktiv und trat damit dem Schweizerischen Studentenverein bei. Nach der Maturität studierte er von 1939 bis 1943 Rechtswissenschaften in Bern und Freiburg. Er schloss mit einem Doktorat ab. Im Zweiten Weltkrieg leistete er ausserdem ab 1939 Aktivdienst als Infanterist im Zuger Bataillon 48. Er absolvierte die Offiziersschule und wurde 1945 Kompaniekommandant, später Kommandant seines Bataillons. Als Oberst kommandierte Hürlimann ein Gebirgsinfanterie-Regiment. Schliesslich wurde er Generalstabsoffizier und Stabschef der Gebirgsdivision 9.
1946 erlangte er das Zuger Anwaltspatent und wurde Rechtskonsulent bei der städtischen Verwaltung von Zug. Er heiratete im September 1947 Marie-Theres Duft, das jüngste Kind des St. Galler Rechtsanwalts und Nationalrats Johannes Duft. Das Paar wurde von ihrem Bruder, dem katholischen Priester Johannes Duft, getraut. 1949 bis 1954 war Hürlimann als Zuger Stadtschreiber angestellt.

### Kantonspolitik
1947 begann er seine politische Karriere mit der Wahl in den Kantonsrat, obwohl er nach eigenen Worten keinen Wahlkampf betrieben habe. Die Partei habe akzeptiert, dass sein Onkel ihn zu seinem Nachfolger bestimmt habe, erzählte er in einem Interview. 1954 wurde er in den Regierungsrat gewählt. Damals war die Kantonsregierung noch ein Nebenamt, und Hans Hürlimann blieb weiterhin als Anwalt tätig. Bis 1962 war er Justiz-, Polizei- und Militärdirektor und anschliessend Erziehungsdirektor. Als solcher war er 1965 Mitgründer der Innerschweizer Erziehungsdirektorenkonferenz. Von 1968 bis 1973 leitete er die Schweizerische Konferenz der kantonalen Erziehungsdirektoren (EDK). 1970 nahm er Einsitz im Schweizerischen Schulrat, dem heutigen ETH-Rat. 1965/1966 war er Landammann des Kantons Zug.
1967 wählte ihn das Zuger Stimmvolk auch in den Ständerat. Er präsidierte unter anderem zwei Jahre lang die ständerätliche Geschäftsprüfungskommission.

### Bundesrat

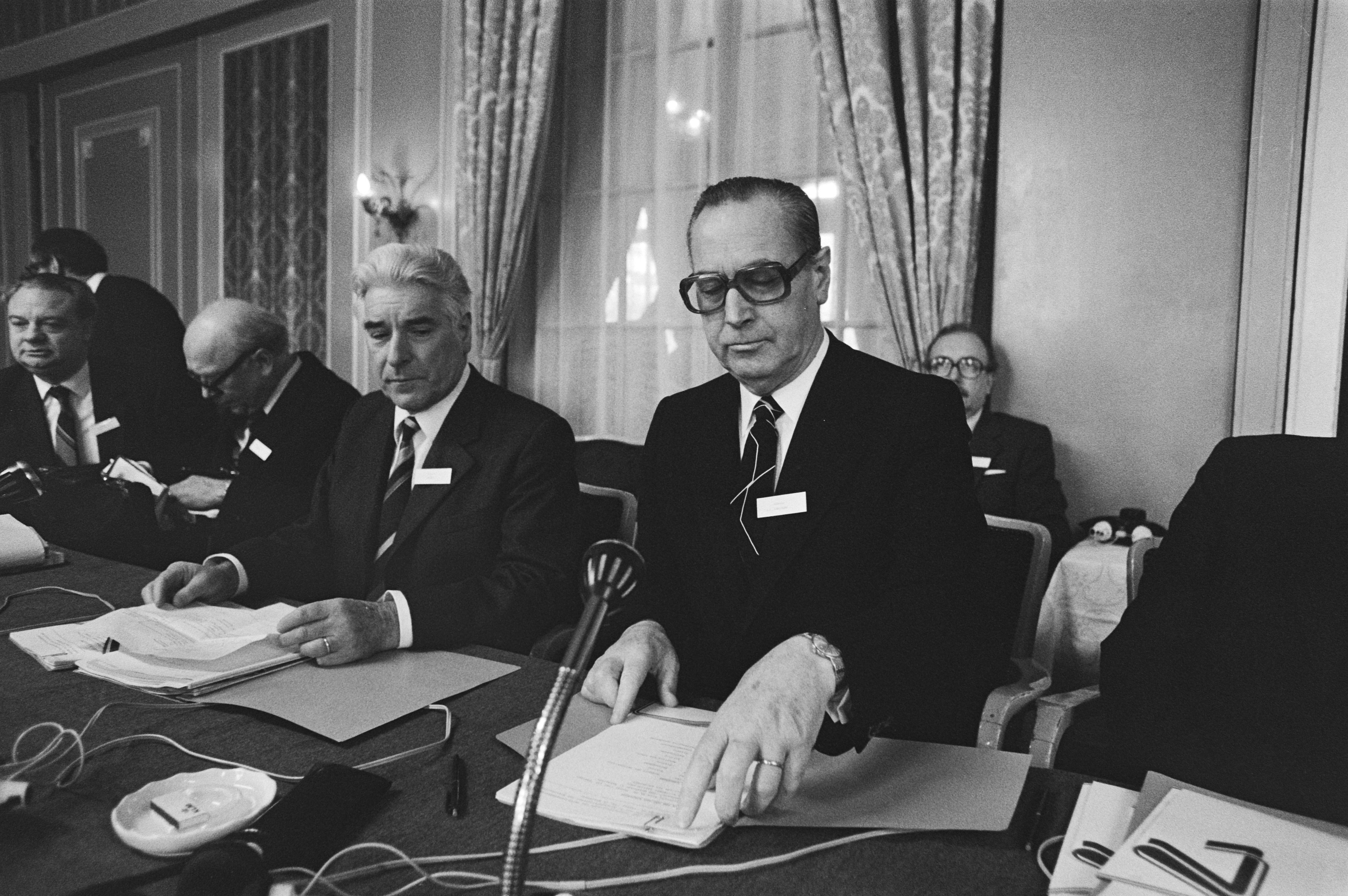
Bundesrat Hürlimann (Mitte) bei einer Ministerkonferenz in Wassenaar zur Rheinverschmutzung (1981)

Hans Hürlimann wurde am 5. Dezember 1973 im ersten Wahlgang in den Bundesrat gewählt. Dabei erzielte er 48 Stimmen mehr als der offizielle Kandidat der CVP, der Tessiner Enrico Franzoni. Der eigentliche Favorit, der Solothurner Leo Schürmann, schied nach der am gleichen Tag erfolgten Wahl von Willi Ritschard aufgrund der damals gültigen Kantonsklausel aus. Nach der Wahl übergab er seine bisherigen Mandate. 
Während seiner Amtszeit stand er dem Eidgenössischen Departement des Innern vor. Als Sozialminister machte er die 9. AHV-Revision und das Gesetz über die berufliche Vorsorge mehrheitsfähig. Hürlimann galt damit als «Vater der 2. Säule». Im Kulturbereich ordnete er unter anderem die Stiftung Pro Helvetia und schuf das heutige Bundesamt für Kultur. Als Bildungs- und Forschungsminister wiederum setzte er sich für ein Forschungsgesetz und die ETH in Lausanne ein.
Hürlimann war Bundespräsident im Jahr 1979 und Vizepräsident im Jahr 1978. Gegen Ende seiner Amtszeit als Bundesrat litt er unter dem Verlust seines im Februar 1980 an Krebs verstorbenen Sohnes Matthias. Per 31. Dezember 1982 trat er zurück.

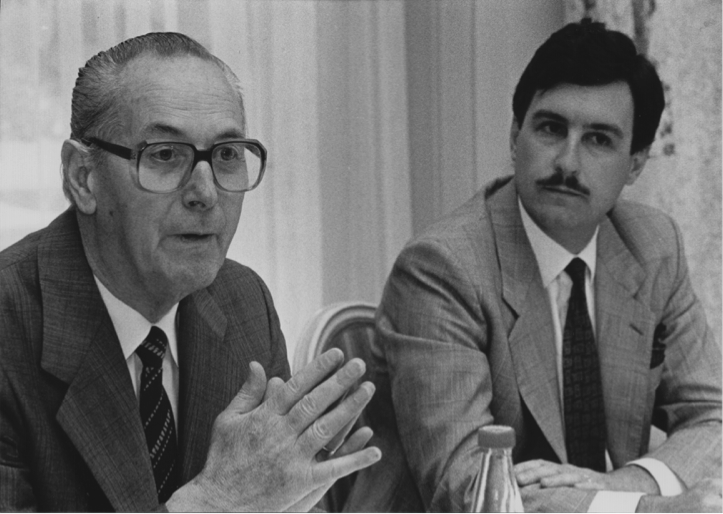
Alt-Bundesrat Hans Hürlimann und Andres Furger bei der Vorstellung der neu gegründeten Stiftung für das Schweizerische Landesmuseum (1988)

Legendär wurde eine Aussage in der Rede, welche er anlässlich der Eröffnung des Gotthard-Strassentunnels am 5. September 1980 hielt. Er versprach der betroffenen Bevölkerung, der Gotthard-Strassentunnel werde «niemals ein Korridor für den Schwerverkehr werden».
Nach seinem Rücktritt wirkte Hürlimann während fünf Jahren als Lehrbeauftragter an der Juristischen Fakultät der Universität Freiburg und nahm humanitär-kulturelle Aufgaben wahr, unter anderem als Direktionsmitglied des Schweizerischen Roten Kreuzes. Er verstarb 1994 nach schwerer Krankheit. Die Trauerrede in der Zuger Kirche St. Michael hielt Bundesrat Flavio Cotti.
Thomas Hürlimann, der Sohn des ehemaligen Bundesrates, ist einer der bekanntesten Schriftsteller der Schweiz. In seinem Roman Der grosse Kater von 1998 schreibt er vom spanischen Staatsbesuch durch König Juan Carlos I. und dem Abtritt seines Vaters als Bundespräsident, den Spitznamen Kater (in Anlehnung an seinen Spitznamen aus studentischen Zeiten) verwendend. Die Verfilmung von Der grosse Kater erschien im Jahr 2010 mit Bruno Ganz in der Hauptrolle.

## Wahlergebnisse in der Bundesversammlung
- 1973: Wahl in den Bundesrat mit 132 Stimmen (absolutes Mehr: 115 Stimmen)
- 1975: Wiederwahl als Bundesrat mit 206 Stimmen (absolutes Mehr: 114 Stimmen)
- 1977: Wahl zum Vizepräsidenten des Bundesrates mit 192 Stimmen (absolutes Mehr 103 Stimmen)
- 1978: Wahl zum Bundespräsidenten mit 212 Stimmen (absolutes Mehr: 108 Stimmen)
- 1979: Wiederwahl als Bundesrat mit 214 Stimmen (absolutes Mehr: 114 Stimmen)